# لی ژواهو
لی ژواهو (انگلیسی: Li Zhuhao؛ زادهٔ ۹ ژانویهٔ ۱۹۹۹) ورزشکار ورزش شنا اهل چین است.
وی در مسابقات کشوری و بین‌المللی در مجموع برندهٔ ۲ مدال طلا، ۲ مدال نقره و ۴ مدال برنز شده‌است.